# Groß-Lichterfelde

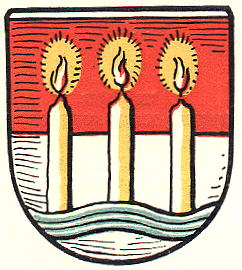
Wappen der Landgemeinde Groß-Lichterfelde

Groß-Lichterfelde (seit 1912: Berlin-Lichterfelde) war von 1877 bis 1920 eine selbstständige Gemeinde südwestlich von Berlin und gehörte zum preußischen Regierungsbezirk Potsdam, Kreis Teltow. Heute bildet sie den Berliner Ortsteil Lichterfelde im Bezirk Steglitz-Zehlendorf. Gegen Ende des 19. Jahrhunderts war Groß-Lichterfelde eine der wohlhabendsten Gemeinden des Deutschen Reiches und galt als eine der elegantesten neuen Wohnlagen in der Berliner Umgebung.

## Geschichte
Groß-Lichterfelde bestand aus den historischen Dörfern Lichterfelde und Giesensdorf, beide im 13. Jahrhundert erstmals erwähnt, und den beiden ab 1860 entstandenen gründerzeitlichen Villenkolonien Lichterfelde West und Lichterfelde Ost. Die privat finanzierten Villenkolonien wurden von ihrem Gründer Johann Anton Wilhelm von Carstenn per Schenkungsvertrag dem Königreich Preußen übertragen, das sich im Gegenzug auf alle Zeiten zur Übernahme bestimmter Aufgaben verpflichtete. Mit dem raschen Bevölkerungswachstum der beiden Villenkolonien (1875: 946 Einwohner, 1880: 4049, 1885: 5900) wurde eine leistungsfähigere Verwaltungsstruktur nötig, woraufhin der Beschluss zur Gründung einer Einheitsgemeinde gefasst wurde. Groß-Lichterfelde erhielt 1874 mit der Einführung der preußischen Standesämter ein eigenes Standesamt.
Mit dem Bau der Anhalter Bahn eröffnete 1868 der Bahnhof Lichterfelde (heute: Bahnhof Lichterfelde Ost); dieser war dann auch das Fahrziel des ersten Zuges vom 1880 neu eröffneten Anhalter Bahnhof. 1872 folgte die Station Lichterfelde (Potsdamer Bahn) – heute: Bahnhof Lichterfelde West – an der bereits 1846 eröffneten Stammbahn nach Potsdam und Magdeburg. Die S-Bahn Berlin fährt die Bahnhöfe aktuell (Stand: 2016) mit ihren Linien S1 (Lichterfelde West) und S25 (Lichterfelde Ost) an.

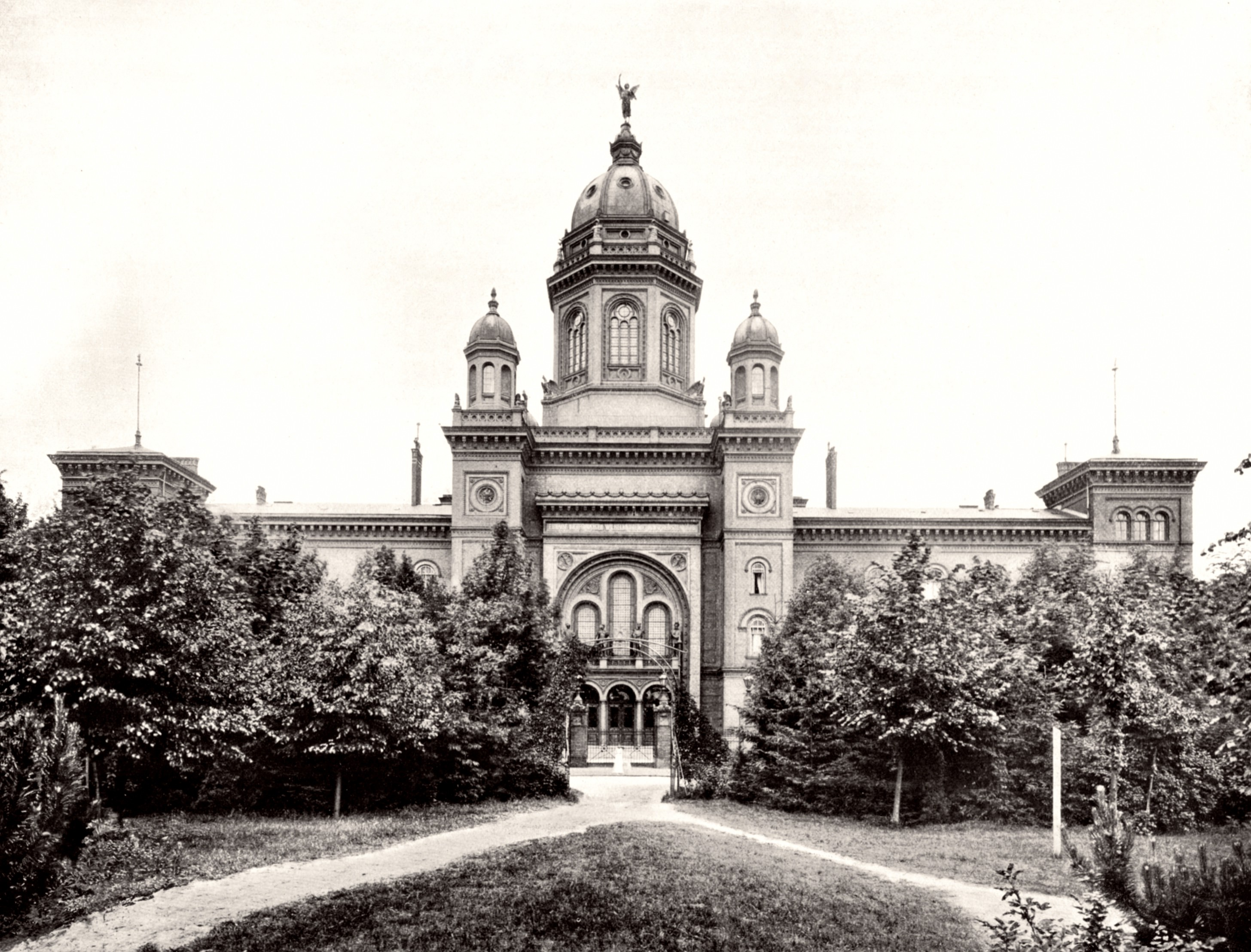
Preußische Hauptkadettenanstalt, um 1900

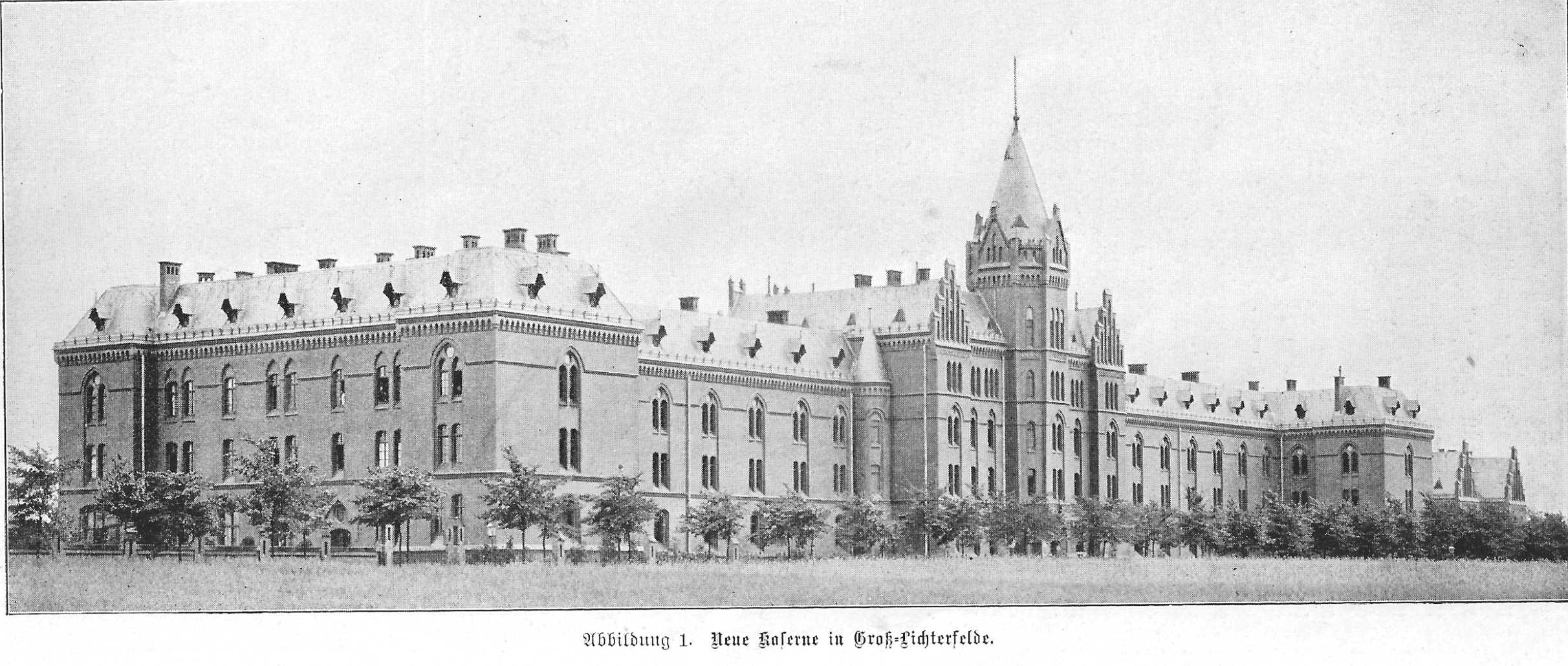
Gardeschützenkaserne, vor August 1900

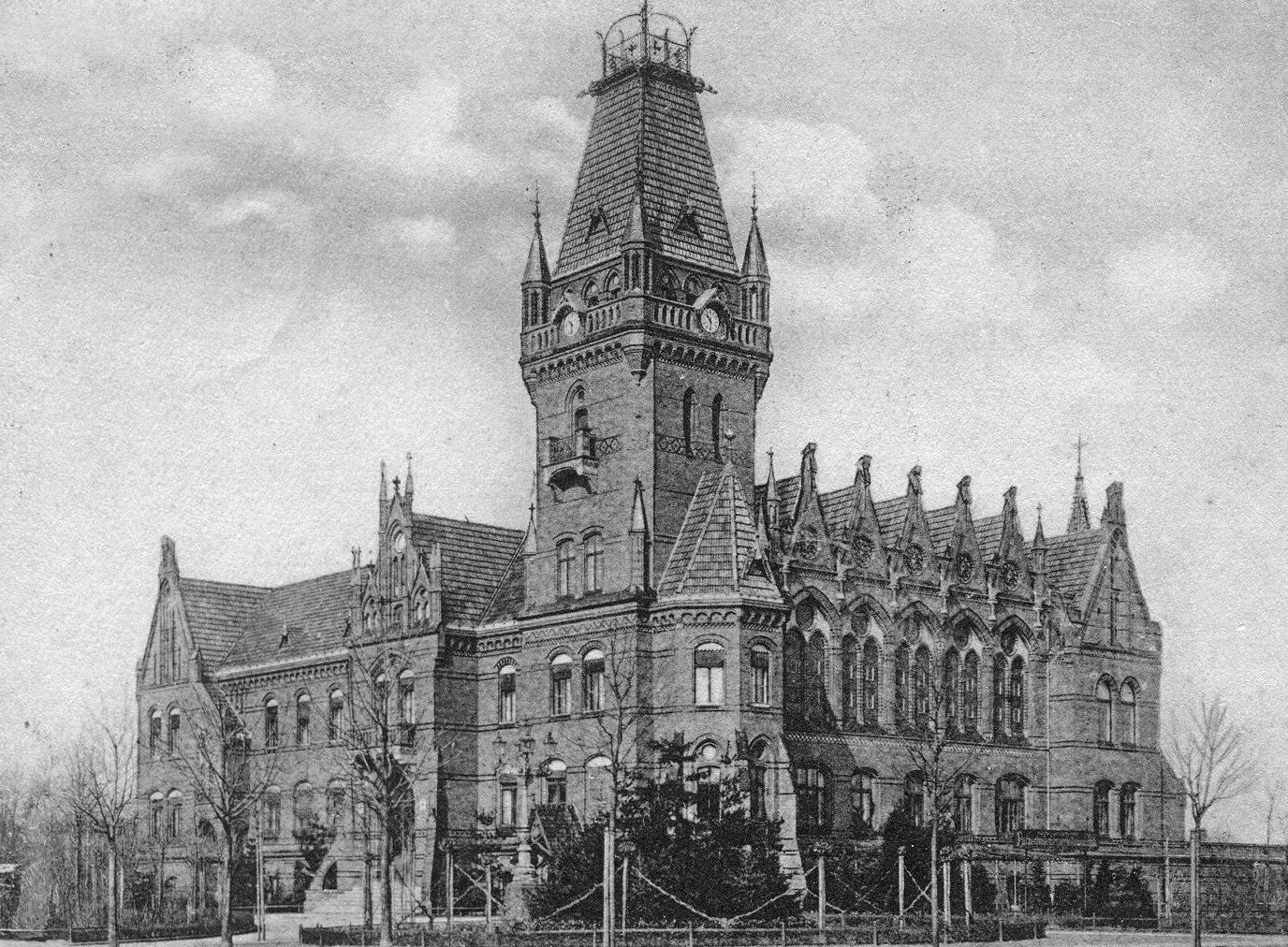
Rathaus Lichterfelde, um 1900

Groß-Lichterfelde beherbergte u. a. die Preußische Hauptkadettenanstalt, die Gardeschützenkaserne des Preußischen Garde-Schützen-Bataillons sowie das Königlich-Preußische Materialprüfungsamt (heute: Bundesanstalt für Materialforschung und -prüfung) und das Anatomische Recheninstitut (1945 aufgelöst). 1894 wurde ein neues Rathaus für Groß-Lichterfelde errichtet, das durch die wachsende Bevölkerungszahl notwendig wurde. Ab 1897/1902 fand man hier den Königlichen Botanischen Garten. Meyers Konversations-Lexikon von 1885 verzeichnet außerdem „ein Pädagogium, eine höhere Knabenschule, ein Johanniter-Siechenhaus, viele schöne Villen“.
Die Einrichtung der Kadettenanstalt führte zu einem verstärkten Zuzug auch junger Adelsfamilien, woraus sich in Nachbarschaft mit dem neureichen Bürgertum in der beginnenden Belle Époque gegen Ende des 19. Jahrhunderts die für die Lichterfelder Villengebiete typische konservativ-deutschnationale Gesellschaftsschicht herausbildete. In dieser Mischung unterschied sich das „Neubauprojekt“ der Lichterfelder Villenkolonien substanziell, sowohl von den gewachsenen innerstädtischen Berliner Wohnlagen, wie auch anderen Villenkolonien, die weitestgehend bürgerlich blieben. Mehrere Generationen von späteren Spitzenoffizieren in Deutschem Heer, Reichswehr und Wehrmacht erhielten ihre Ausbildung in der Kadettenanstalt Lichterfelde. Deren Einfluss wurde so prägend, dass bis zum Ende des Zweiten Weltkriegs der Begriff des „Lichterfelders“ zum Synonym für das elitäre Offizierstum der preußischen Kadettenanstalt benutzt wurde. Durch den Zuzug ihrer Familien galt Groß-Lichterfelde zunehmend auch als Geburtsort für den Elitenachwuchs und als Ort der letzten Ruhestätte für wichtige Militärs als „beste Adresse“.
1912 wurde Groß-Lichterfelde in Berlin-Lichterfelde umbenannt. Mit damals 47.213 Einwohnern ging die Gemeinde 1920 gemeinsam mit den Nachbargemeinden Steglitz und Lankwitz als XII. Verwaltungsbezirk in Groß-Berlin auf. Die Ortsbezeichnung Berlin-Lichterfelde wurde aufgeteilt in die Wohnlagenbezeichnungen Lichterfelde, Lichterfelde-West und Lichterfelde-Ost, nach dem Zweiten Weltkrieg ergänzt durch Stadterweiterungen im südlichen Grenzgebiet unter der Bezeichnung Lichterfelde-Süd.